# 三氯化锰
三氯化锰是一种无机化合物，为锰的一种氯化物，化学式 MnCl
3。

## 制备
三氯化锰可以由二氧化锰和氯化氢在 −63 °C 的乙醇中反应而成。它也可以由乙酸锰(III)和氯化氢在 −100 °C 下反应而成。

## 性质
三氯化锰是一种黑色固体，在 −40 °C 以上分解。对应的五氯合锰(III)酸盐 MnCl52−是稳定的。三氯化锰可以和胺类配体形成配合物。